# Eulophia venulosa
Eulophia venulosa är en orkidéart som beskrevs av Heinrich Gustav Reichenbach. Eulophia venulosa ingår i släktet Eulophia och familjen orkidéer. Inga underarter finns listade i Catalogue of Life.